# Juraj Valsa
Juraj Valsa (19. ledna 1933 Záměl – 4. září 2013 Brno) byl český vysokoškolský pedagog a v letech 1990–1992 prorektor VUT v Brně.

## Život
Narodil se v Záměli, otec Ladislav byl účetní, matka Miroslava, rozená Chocenská, byla dcerou místního obchodníka. Otec byl za války zatčen a zemřel v koncentračním táboře.
Juraj odešel v 16 letech na vojenskou školu. Vystudoval obor radiotechnika na Vojenské akademii v Brně, po studiu začal na Vysokém učení technickém pracovat jako odborný asistent. V letech 1965–1971 přednášel na Univerzitě v Káhiře. V roce 1990–1992 byl prorektorem Vysokého učení technického. V letech 1993–1995 působil na univerzitě Waterloo v Kanadě. Na VUT učil až do roku 2001, kdy musel z fakulty odejít ze zdravotních důvodů, poté se stal emeritním profesorem. I poté spolupracoval s mnoha univerzitami po celém světě, i s Vysokým učením technickým.